# Tiếng Yoron
Tiếng Yoron (ユンヌフトゥバ Yunnu Futuba) là một nhóm phương ngữ được nói trên đảo Yoronjima thuộc tỉnh Kagoshima, phía tây nam Nhật Bản. Đây là một trong những ngôn ngữ Bắc Lưu Cầu, là một nhánh trong ngữ hệ Nhật Bản-Lưu Cầu. Ngôn ngữ này là một trong những ngôn ngữ có nguy cơ tuyệt chủng cao nhất ở Nhật Bản.

## Phương ngữ
Theo nhà văn học dân gian địa phương Kiku Chiyo, phương ngữ Yoron có thể được chia thành ba nhóm:
- Chabana
- Asato (/asi⸢tu/), Gusuku (/gusi⸢ku/ ～ /gusu⸢ku/), Ritchō, Kanō (/ha⸢noː/) và Nama (/naː⸢ma/)
- Mugiya-higashiku, Mugiya-nishiku và Furusato (/puru⸢satu/)

Nhóm phương ngữ Mugiya có một dạng trọng âm và ngữ điệu riêng biệt.

## Thuật ngữ dân gian
Theo Kiku Hidenori, người đứng đầu các hoạt động bảo tồn, người dân đảo Yoronjima, tỉnh Kagoshima gọi ngôn ngữ của họ là "Yunnu Futuba". Chính xác hơn, một cuốn từ điển do mẹ của ông là Kiku Chiyo (sinh năm 1927) biên soạn, rằng /junnuhu⸢tuba/ là dạng phiên âm của tên ngôn ngữ cộng đồng quê hương bà, theo phương ngữ Mugiya-higashiku. Những từ khác mà bà thu thập bao gồm /junnu⸢jun/ (giọng Yoronjima), /nizjancju⸢jun/ (giọng Mugiya-higashiku và Mugiya-nishiku), /sima⸢jun/ (theo phương ngữ), /sima⸢guci/ và /simahu⸢tuba/ (giọng của cộng đồng trên đảo). Yamada Minoru (sinh năm 1916) cung cấp các dạng từ của cộng đồng theo phương ngữ Chabana: /⸢ju⸣nnu ⸢fu⸣tuba/ và /⸢ʃi⸣ma ⸢fu⸣tuba/ (tên ngôn ngữ của hòn đảo).

## Âm vị học
Sau đây là âm vị học của phương ngữ Mugiya, dựa trên Hirayama et al. (1969).

### Phụ âm
|          | Môi-môi | Môi-môi | Lợi | Lợi | Sau lợi | Sau lợi | Ngạc cứng | Ngạc cứng | Ngạc mềm | Ngạc mềm | Hầu | Hầu | Mora |
| -------- | ------- | ------- | --- | --- | ------- | ------- | --------- | --------- | -------- | -------- | --- | --- | ---- |
| Mũi      |         | m       |     | n   |         |         |           |           |          |          |     |     | Q N  |
| Dừng     | p       | b       | t   | d   |         |         |           |           | k        | ɡ        | ʔ   |     | Q N  |
| Tắc-xát  |         |         |     |     | t͡ʃ      |         |           |           |          |          |     |     | Q N  |
| Xát      |         |         | s   | z   |         |         |           |           |          |          | h   |     | Q N  |
| Tiếp cận |         |         |     |     |         |         |           | j         |          | w        |     |     | Q N  |
| Vỗ       |         |         |     |     |         | r       |           |           |          |          |     |     | Q N  |

#### Lưu ý
- /∅/ có thể được thêm vào. Nó tương phản với âm hầu /h/ và /ʔ/.
- /h/ là [ç] trước /i/, và là [ɸ] trước /u/. /hwa/ được phiên âm thành [ɸa].
- /si/, /se/ và [t͡ʃu] lần lượt được xem là [ʃi], [ʃe], và [t͡su].
- [t͡ʃa], [t͡ʃu] và [t͡ʃo] được phân tích theo ngữ âm lần lượt là /t͡ʃja/, /t͡ʃju/ và /t͡ʃjo/.
- [ʃa], [ʃu] và [ʃo] được phân tích theo ngữ âm lần lượt là /sja/, /sju/ và /sjo/.
- N và Q là các âm tiết kết thúc (tương ứng là âm tắc mũi và âm tắc kép).

### Nguyên âm
Tiếng Yoron có /a/, /e/, /i/, /o/ và /u/, dài và ngắn.

### Sự tương ứng với tiếng Nhật tiêu chuẩn
Chỉ những âm thanh chính tương ứng được liệt kê.
- /e/ trong tiếng Nhật tiêu chuẩn được hợp nhất thành /i/.
- /o/ trong tiếng Nhật tiêu chuẩn được hợp nhất thành /u/.
- Âm Yoron /e/ và /o/ có nguồn gốc thứ cấp hoặc từ vay mượn và hầu hết tương ứng với các nguyên âm đôi tiêu chuẩn của Nhật Bản.
- Yoron giữ nguyên âm /p/ trong khi nó đổi thành /h/ trong tiếng Nhật tiêu chuẩn.
- /t͡ʃu/, /su/ và /zu/ trong tiếng Nhật tiêu chuẩn tương ứng với /t͡ʃi/ ,[t͡ʃi] /si/ [ʃi] và /zi/ [d͡ʒi].
- /k/ trong tiếng Nhật tiêu chuẩn thể hiện sự tương ứng phức tạp. /ka/ trong tiếng Nhật tiêu chuẩn tương ứng với cả /ka/ và /ha/ trong tiếng Yoron. /ki/ tương ứng với /ki/ và /si/. /ke/ tương ứng với /si/ trong một số ngoại lệ. /ku/ tương ứng với /hu/.
- Nói cách khác, /ni/ trong tiếng Nhật tiêu chuẩn tương ứng với /mi/ trong tiếng Yoron.
- /r/ trong tiếng Yoron bị bỏ khi nó được bao quanh bởi một nguyên âm và /i/.
- /o/ trong tiếng Nhật tiêu chuẩn bắt đầu từ /wo/ tương ứng với /hu/ trong tiếng Yoron.

## Tài nguyên
- Yorontō-go jien (1995) của Yamada Minoru. Tác giả đến từ Chabana, đảo Yoronjima thuộc quần đảo Amami nhưng cũng thu thập dữ liệu từ các cộng đồng khác trên đảo.
- Yoron hōgen jiten (2005) của Kiku Chiyo và Takahashi Toshizō. Một cuốn từ điển dành cho cộng đồng quê hương của Kiku, Mugiya-higashiku, đảo Yoronjima thuộc quần đảo Amami.